# Stomaž, Sežana
Stomaž je naselje v Občini Sežana.

## Galerija
| Cerkev svetega Tomaža | Štant |